# ابن وافد
علی بن الحسین بن الوافد الخمی (عربی: علی بن الحسین بن الوافد اللخمی) (حدود ۱۰۰۸ – ۱۰۷۴)، که در اروپای لاتین به نام Abenguefith شناخته می‌شود، یک عرب اندلسی داروشناس و پزشک اهل تولدو بود. وی وزیر مأمون تولدو بود. اثر اصلی او کتاب الادویة المفردة (کتاب الأدویة المفردة است. به لاتین De medicamentis simplicibus ترجمه شده است).
ابن وافد در تولدو داروساز بود و از فنون و روش‌های موجود در کیمیاگری برای استخراج حداقل ۵۲۰ نوع دارو از گیاهان و سبزیجات مختلف استفاده کرد.
شاگرد او علی بن اللکوه مؤلف ʿUmdat al-Ṭabīb fī Maʿrifat al-Nabāt li kulli Labīb، لغت‌نامه معروف گیاه‌شناسی بود.